# 保田隆芳
保田 隆芳（やすだ たかよし、1920年3月18日 - 2009年7月1日）は、日本の騎手（東京競馬倶楽部、日本競馬会、国営競馬、日本中央競馬会〈JRA〉）、調教師（日本中央競馬会）。
1936年に騎手デビュー。10代の頃から名門・尾形藤吉厩舎の主戦騎手として頭角を現し、数々の大競走を制する。1958年、アメリカ遠征を機に、従来の日本では見られなかったアメリカ式のモンキー乗りを習得し、日本における騎手の騎乗フォームに大きな変革をもたらしたことから、モンキー乗りの先駆者とされている。1959～1961年、中央競馬全国リーディングジョッキー（年間最多勝利騎手）。1963年、中央競馬史上初の通算1000勝を達成。1968年には史上初の八大競走完全制覇を達成した。なかでも天皇賞10勝という記録から特に「天皇賞男（または盾男）」とも称された。通算1295勝は引退時点の中央競馬記録。
1970年3月より調教師に転身し、八大競走2勝を挙げ「天馬」の異名を取ったトウショウボーイ（JRA顕彰馬）、天皇賞（秋）優勝馬メジロアサマなどを手掛けた。1988-1994年、日本調教師会々長。1995年、勲四等瑞宝章受章。1997年、定年引退。2004年、騎手顕彰者に選出され中央競馬の殿堂入りした。

## 経歴

### 生い立ち

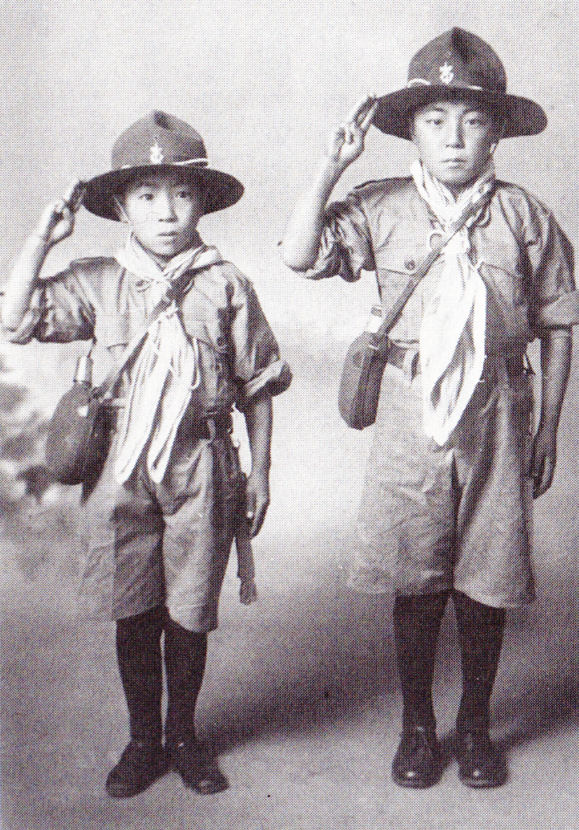
小学生時代の保田（左）。右は兄・敏夫。1927～28年ごろ。

1920年3月18日、東京府東京市神田区小川町の果物問屋「ヱ印」に、保田永次・幸子夫妻の次男として生まれる。「ヱ印」は当時高級果物だったバナナの輸入と卸を行っており、実家は裕福だった。幼稚園時分から花月園遊園地でロバに跨ることを楽しみとしていた。小学校4年生のとき、中学受験の準備のため軽井沢の別荘にこもることになった兄に同伴し、この滞在中に乗馬を覚える。帰京後、両親の許可を得て下谷区根岸にあった石田乗馬倶楽部に通い始め、日本大学中学校に進学してからは週3日ほどの頻度で通うようになった。騎手への憧れを募らせた保田は2年生になると父親を説得し、乗馬倶楽部の主・石田馬心の紹介で、東京競馬倶楽部（目黒競馬場）に所属する尾形景造（尾形藤吉）のもとに14歳で入門した。
入門後、官営の下総御料牧場へ修行に出された保田は、1年先に働いていた野平好男、後から入ってきた二本柳俊夫、勝又忠らと下積み生活を送った。3歳馬とデビュー前の4歳馬の育成に当たりながら騎乗を覚え、調教師から認められるまでは何年でも居続けなければならないものだったが、保田は8カ月目の11月に東京に帰され、尾形厩舎での生活を始めた。厩舎での同室は後に調教師顕彰者として殿堂入りする松山吉三郎であった。
当時の日本競馬界では騎乗法は各厩舎ごとに異なり、調教の騎乗フォームでどこの厩舎の者かが一目瞭然というほどであった。とくに「尾形流」は長鐙のフォームで、後方から追い込む戦法を身上としていた。保田もこれを身につけるべく、兄弟子のうち特に伊藤正四郎の技術を真似ようと努めた。

### 騎手時代

#### 若手騎手として

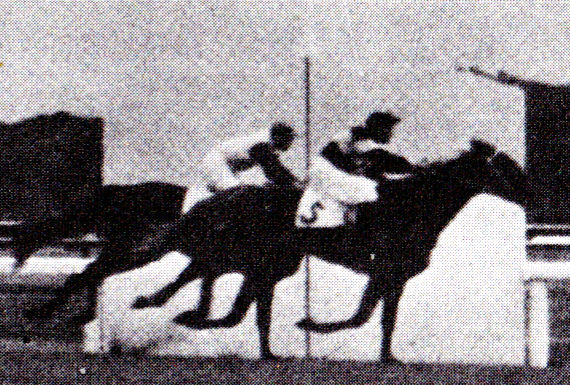
五歳馬特別の決勝線。

1936年11月21日、東京競馬場の秋季開催で騎手としてデビュー。初戦は17頭立ての15着で、当年は4戦0勝に終わった。当時は若手に多くの機会が与えられるものではなく、初勝利は翌1937年10月のことであった。しかし翌月には騎乗馬リプルスで、主要競走のひとつであった五歳馬特別（東京）を制している。3年目の1938年からは急速に成績を上向かせ、5月28日には牝馬アステリモアで東京優駿（日本ダービー）に初騎乗し、3着。秋には同馬と、当年より創設されたクラシック競走・阪神優駿牝馬に臨み、優勝を果たした。18歳8カ月でのクラシック制覇は史上最年少記録として保持されている。1939年11月には、テツモンで当時の最高格競走であった帝室御賞典（後の天皇賞）を制覇し、通算10勝への端緒をひらいた。1939年にはタイレイで中山四歳牝馬特別（後の桜花賞）を制した。当時、保田と同年代の騎手には、尾形厩舎で双璧と称されるようになる八木沢勝美ほか、高橋英夫、佐藤勇、仲住芳雄といった面々がいたが、その中でも保田の活躍は際立つものだった。同い年の境勝太郎は、名門・尾形厩舎の看板を背負い華々しく活躍する保田に感心し、刺激を受け、また羨んでもいたと述べている。

#### 兵役

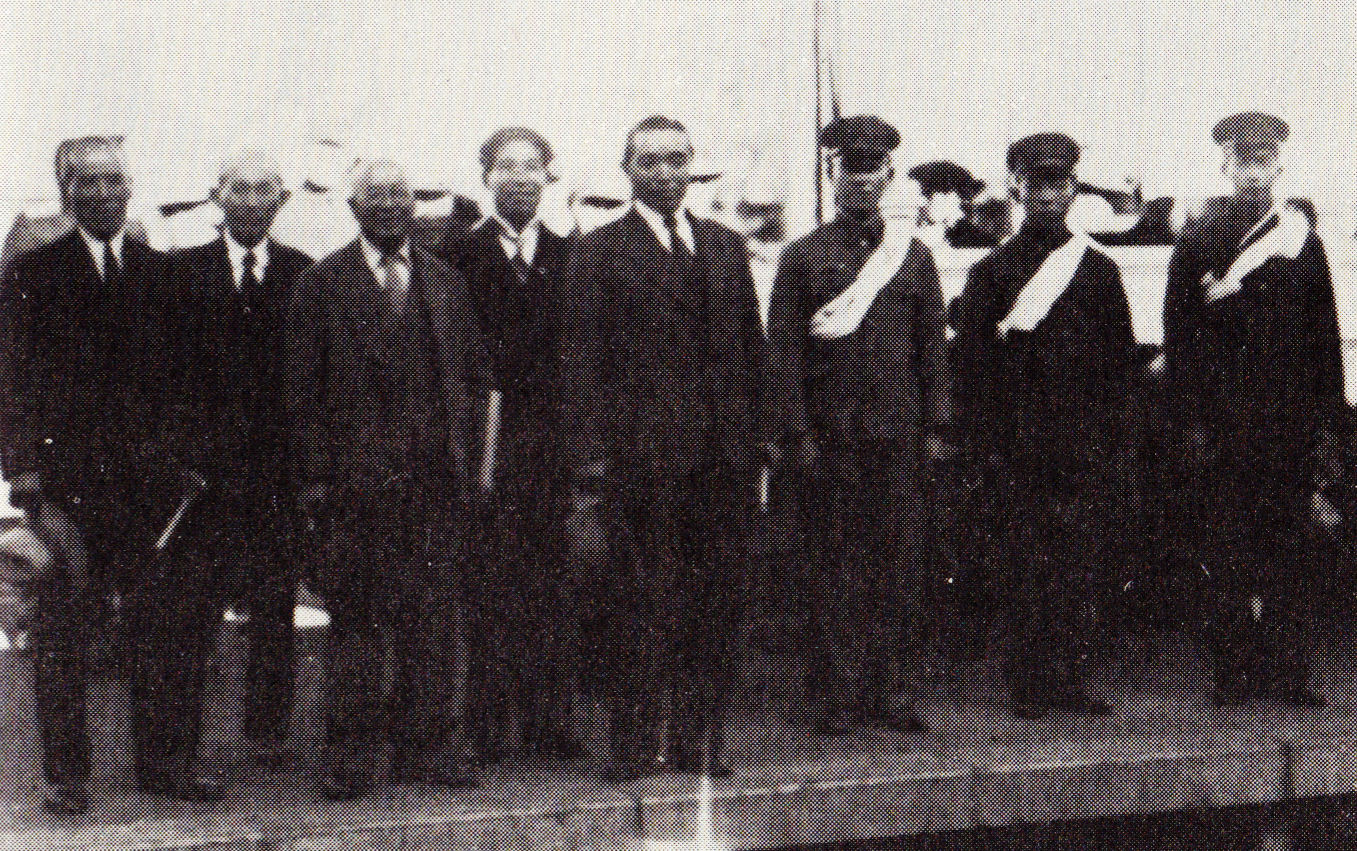
入営する騎手たちと見送りの関係者。左から布施季三、二本柳省三、某、中村一雄、尾形藤吉、富田、保田、二本柳。

1941年より保田は兵役に就き、しばし競馬を離れることになる。ここまでで通算89勝、うち特別競走で21勝を挙げていた。二本柳俊夫、富田六郎と同時に入営の途についた保田は歩兵第3連隊に入り、北支（中国北部）に派遣された。歩兵隊の蹄鉄工兵を経て機関銃隊に入った保田は、軍務のかたわら隊長の命令で現地の競馬にも参加し、勝利を挙げたという。周囲は保田が騎手であることは知っていたが、帝室御賞典などに優勝した名手であることは知らなかったとされる。同じ部隊に所属していた男性が後年執筆したエッセイ「陸軍上等兵 保田隆芳殿」によれば、保田は中隊長の乗馬の調整も担当していた。
1945年8月、太平洋戦争が終結すると間もなく帰国が叶い、日本競馬会が各地に人馬の疎開先として設けた支所のひとつ・盛岡育成場で保護されていた馬たちの調整にあたった。そして翌1946年に競馬の再開が決定すると、それらの馬と共に帰京した。

#### 尾形厩舎の主戦騎手となる

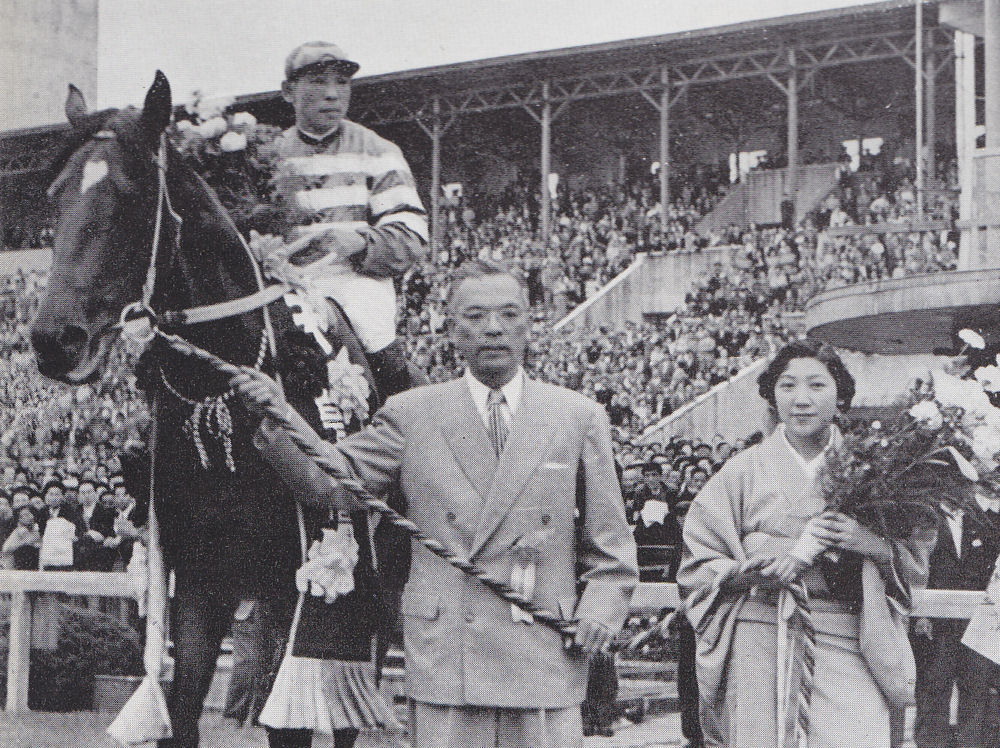
ハクリョウと保田。背広姿の人物は馬主の西博。保田はハクリョウ、ハクチカラ、ハククラマ、ハクショウ、ハクズイコウと西の所有馬で八大競走を7勝。「僕を心底から応援してくれた」として、尾形に次ぐ恩人として西の名を挙げている。

1946年10月より正規の競馬が再開されると保田は騎手として復帰。しかし日本では5年以上のブランクもあり、しばらくは芳しい成績が挙がらなかった。この頃は賞金も安かったため保田に限らずみな生活は苦しく、松山吉三郎、八木沢勝美と賞金を一括した上で互いに分け合っていた。1949年秋、武田文吾の騎手引退に伴い関西の小川佐助厩舎から菊花賞優勝馬ニューフォードの騎乗を依頼され、同馬と天皇賞（秋）を制し、戦後の八大競走初優勝を遂げた。さらに翌1950年にはヤシマドオター、1951年にはハタカゼと、天皇賞（秋）三連覇を達成。尾形厩舎の主戦騎手として、他にも数々の大競走を制していった。1953年と1954年には、自身が後年「私が乗ったのでは最強馬」と評するハクリヨウで菊花賞と天皇賞（春）を制覇。同馬はアメリカのローレルパーク競馬場から国際競走ワシントンD.C.インターナショナルへ招待されたが、輸送上の問題から渡米はかなわなかった。
1956年、ハクチカラで日本ダービーを制し、ダービージョッキーとなる。同馬は翌1957年に天皇賞（秋）と有馬記念を制したのち、1958年より長期のアメリカ遠征に入り、保田もこれに同行した。現地のジョッキーライセンスを取得した保田はハクチカラの渡米初戦から騎乗したが、勝利を挙げることはできなかった。5戦を消化したところで尾形から帰国を促され、ハクチカラを残して先に離米。以後ハクチカラはアメリカの騎手を乗せて出走を続け、渡米後11戦目のワシントンバースデイハンデキャップ（レイ・ヨーク騎乗）を制し、日本の競走馬による米重賞初勝利を挙げた。

#### モンキー乗りの導入と普及
アメリカで先行して差すレースの勝率が高いことを体感した保田は帰国後、「尾形流」のフォームを一変、滞在中に習得した鐙を短く詰めるモンキー乗りで騎乗を始め、逃げ、先行策からも数々の勝利を挙げるようになる。40歳を前にしての大幅なフォーム改造は、感嘆の声とともに迎えられた。翌1959年、保田は自己最高の89勝を挙げて初のリーディングジョッキーのタイトルを獲得。さらに1960年、1961年と3年連続でその座に就いた。従来、日本ではごく一部にモンキー乗り、あるいは「半モンキー」程度のフォームで騎乗する者もあったが、多くの者は長鐙長手綱で、モンキー乗りに対しては「あんな格好で馬が御せるものか、馬が追えるわけがない」という非難の声もあった。ある時には天神乗りの名手として知られたベテラン騎手が酒席で「アメリカのやつらのサルまねをしやがって」などと保田のモンキー乗りに難癖をつけ、それに対し保田は「理に適っているから取り入れただけです。慣れればちゃんと追えます」と応じたところ、そのベテラン騎手が殴り掛かってきて取っ組み合いの喧嘩になったこともあった。しかし第一人者の保田によるフォーム改造とその後の活躍は他の騎手にも大いに影響を与え、以後モンキー乗りは日本競馬界でも広く普及し主流の騎乗法となった。保田自身は、フォームの改造について次のように語っている。
保田がもたらしたものはモンキー乗りに留まらず、アメリカで見た騎手の休養のためのジョッキールーム設置を競馬会に進言したことで、中央競馬にも「調整ルーム」が設けられることになった。ほかアメリカで使われている馬具や鞭なども日本に紹介した。武田文吾は「保田くんがアメリカへ遠征して、いろいろなことを持ち帰ってくれたおかげで、日本の競馬の発展は10年早まった」と評したという。またアメリカ滞在は保田自身の意識も変え、アメリカの騎手たちの姿に倣い、より厳しい生活管理を自己に課すようになった。弟弟子の野平祐二は「保田さんがすごかったのは、大きなレースをいくつ勝ったとかいうことじゃなくて、あの時代に何を考えて何をしたかっていうことだと思う」と、その進取の精神を称えている。

#### 史上初の1000勝と八大競走完全制覇達成 - 騎手引退
1961年9月17日に通算865勝目を挙げ、蛯名武五郎の記録を抜き通算最多勝利騎手となる。そして1963年6月30日、騎乗馬スズカンゲツで史上初の通算1000勝を達成した。NHKにインタビューを受けた保田は「日本でも戦後は鞍数も増えているので、若い人たちが大いに頑張って、私の記録を越していってもらいたいものです。もちろん、私も頑張ります。あと何勝ということではなく、乗れるだけ乗り続けたいと思っています」と語った。9月29日には関係者や特別招待のファン合わせて600人を集め、東京競馬場で祝賀パーティーも開かれた。以後も数々の活躍馬に騎乗、1966年秋にはコレヒデで天皇賞通算10勝を達成。1968年にはマーチスに騎乗して皐月賞に優勝し、史上初の八大競走完全制覇を達成した。この記録は1998年に武豊が2人目の達成者となるまでの30年間、保田のみが持つものであった。
1970年、50歳を目前に控えていた保田は、年齢による限界を感じ引退を決意。2月22日に最終日を迎えた。最後の競走は重賞の京王杯スプリングハンデキャップで、尾形厩舎のミノルに騎乗。ミノルは必ずしも好調ではなかったにもかかわらず、1番人気に支持された。レースでは後方待機から、最終コーナーで内を衝いて追い込み先頭に立つと、野平祐二が騎乗するメイジアスターの急追をクビ差凌いで優勝。通算1295勝目で引退を飾った。3月1日には東京競馬場で引退式が行われた。通算6143戦1295勝、うち八大競走22勝を含む重賞114勝。

### 調教師時代 - 死去まで
師の尾形から10馬房を割譲され開業。同時に松山吉三郎厩舎より池上昌弘を所属騎手として迎え入れた。
3月8日には初出走を迎え、同日中に管理馬ケンポウで初勝利を挙げた。譲られた管理馬にはミノルの同期で当時すでにオープン馬だったメジロアサマがおり、5月には同馬が安田記念を制して調教師として重賞初勝利。11月には天皇賞（秋）を制して八大競走初勝利も挙げた。メジロアサマは1972年末の引退までに保田厩舎で重賞6勝を挙げた。
メジロアサマの引退後、保田は友人の森末之助を通じて、それまで付き合いがなかった藤正牧場の幼駒を紹介され、森の兄弟子である茂木為二郎から管理を譲られた。トウショウボーイと命名された同馬には後躯の踏ん張りが甘いという欠点があったが、1976年にデビューすると関東所属馬の筆頭格として台頭し、同年皐月賞と有馬記念を制して年度代表馬に選出されるなど、翌1977年末の引退までに15戦10勝という成績を残した。その卓越したスピードから「天馬」と称され、同期馬テンポイント、グリーングラスと共に「TTG」と並び称されたライバル関係は後々まで語り継がれるものとなった。なお、トウショウボーイは後に殿堂入りしているが、騎手として後の顕彰馬に乗って八大競走で勝利、かつ調教師として後の顕彰馬を管理したホースマンは保田が初めてである。
1988年からは田中朋次郎の後を継いで第7代の日本調教師会々長に就任し、1994年2月まで務めた。退任後、長年の競馬に対する功績が認められ、調教師としては初の勲等となる勲四等瑞宝章を受章。1997年2月28日、定年により調教師を引退。調教師としての通算成績は3485戦334勝、うち八大競走3勝を含む重賞17勝であった。厩舎は長男の一隆に引き継がれた。
2004年、日本中央競馬会創立50周年を記念して調教師・騎手顕彰者制度が発足し、保田は野平祐二、福永洋一と共に騎手部門で顕彰され殿堂入りした。
2009年7月1日、食道癌のため89歳で死去。「日本競馬界の至宝」、「戦後の競馬界を牽引した巨星」などと様々に報じられた。通算2943勝を挙げ、国際派として知られた岡部幸雄は「騎手として一緒に騎乗していた期間は長くはありませんでしたが、言葉数が少なくとてもまじめな方だったことが印象に残っています。日本から世界への第1歩を踏み出し、近代競馬の礎を築かれた方。ハクチカラで米国に遠征され、帰国して本場のモンキー乗りを広めたり、その活躍がなかったら、今の日本の競馬の繁栄はなかったと思います」と語った。

## 成績

### 騎手成績

#### 通算成績
| 通算成績 | 1着  | 2着  | 3着 | 騎乗数 | 勝率 | 連対率 |
| -------- | ---- | ---- | --- | ------ | ---- | ------ |
| 計       | 1295 | 1099 | 910 | 6143   | .211 | .390   |

#### 年度別成績
※勝利数が太字になっている年は全国リーディングジョッキー。太字の競走名は八大競走を指す。
| 年     | 勝利数 | 騎乗数 | 勝率 | 主な騎乗馬（優勝競走） |
| ------ | ------ | ------ | ---- | --- |
| 1936年 | 0勝    | 4回    | .000 | |
| 1937年 | 3勝    | 40回   | .075 | リプルス（東京五歳馬特別） |
| 1938年 | 27勝   | 129回  | .209 | アステリモア（阪神優駿牝馬） |
| 1939年 | 43勝   | 161回  | .267 | テツモン（帝室御賞典・秋） |
| 1940年 | 16勝   | 77回   | .208 | タイレイ（中山四歳牝馬特別） |
| 1946年 | 0勝    | 15回   | .000 | |
| 1947年 | 20勝   | 116回  | .172 | |
| 1948年 | 24勝   | 124回  | .194 | ブランドパプース（中山記念・春） |
| 1949年 | 30勝   | 146回  | .205 | ニューフォード（天皇賞・秋） |
| 1950年 | 39勝   | 183    | .213 | ヤシマドオター（天皇賞・秋、中山記念・秋） ハタカゼ（毎日王冠、カブトヤマ記念） クニハタ（目黒記念・秋） |
| 1951年 | 60勝   | 220回  | .273 | ハタカゼ（天皇賞・秋、目黒記念・春） イツセイ（安田賞、カブトヤマ記念） |
| 1952年 | 50勝   | 176回  | .284 | スウヰイスー（桜花賞、優駿牝馬、安田賞） ハタカゼ（目黒記念・秋） |
| 1953年 | 60勝   | 208回  | .288 | ハクリヨウ（菊花賞、カブトヤマ記念） タカハタ（目黒記念・春、ダイヤモンドステークス） スウヰイスー（安田賞） |
| 1954年 | 60勝   | 283回  | .212 | ハクリヨウ（天皇賞・春、東京杯、毎日王冠） ガイセイ（金杯・東） オーセイ（カブトヤマ記念、クモハタ記念） |
| 1955年 | 68勝   | 334回  | .218 | ハクリヨウ（目黒記念・春、金杯・東） ブレツシング（クイーンステークス） トウセイ（東京牝馬特別） |
| 1956年 | 38勝   | 239回  | .159 | ハクチカラ（東京優駿、カブトヤマ記念） ミツドファーム（天皇賞・秋） |
| 1957年 | 63勝   | 295回  | .214 | ハクチカラ（天皇賞・秋、有馬記念、東京杯、目黒記念・春、目黒記念・秋、日本経済賞、毎日王冠） ヒデホマレ（京王杯スプリングハンデキャップ） |
| 1958年 | 45勝   | 259回  | .174 | ブレツシング（中京記念、京王杯スプリングハンデキャップ） マサタカラ（オールカマー） ミスマルサ（クイーンステークス） ラテイオー（カブトヤマ記念） |
| 1959年 | 89勝   | 386回  | .231 | ハククラマ（菊花賞、京王杯オータムハンデキャップ、セントライト記念） クリペロ（目黒記念・春） ミスヒガシオー（クイーンステークス） ハタフオード（東京牝馬特別） ハタノボル（カブトヤマ記念）                                                                     |
| 1960年 | 88勝   | 349回  | .252 | クリペロ（天皇賞・秋） ヤシマフアースト（目黒記念・秋、オールカマー） ビツグヨルカ（日本短波賞） ホマレボシ（カブトヤマ記念） ハクシヨウ (1958年生)（朝日盃3歳ステークス）                                                                                       |
| 1961年 | 68勝   | 300回  | .227 | ハクシヨウ（東京優駿） ヤシマフアースト（アメリカジョッキークラブカップ、目黒記念・秋） オンワードスタン（中山記念） ヤマジヨー（アラブ王冠・春） ハローモア（毎日王冠） クリバン（東京牝馬特別）                                                                |
| 1962年 | 69勝   | 380回  | .182 | フランケンライヒ（アラブ王冠・秋） リュウムサシ（セントライト記念） グレートヨルカ（朝日盃3歳ステークス） ゴウユウ（東京記念） |
| 1963年 | 61勝   | 311回  | .196 | グレートヨルカ（菊花賞、セントライト記念、東京記念） メイズイ（クモハタ記念） トウショウ（アラブ王冠・秋） |
| 1964年 | 60勝   | 335回  | .179 | トースト（金杯・東、中山記念、アルゼンチンジョッキークラブカップ、毎日王冠） フラワーウッド（日本短波賞、クイーンステークス） メイズイ（スワンステークス） テツノオー（中京記念） クリベイ（クモハタ記念）                                                       |
| 1965年 | 53勝   | 285回  | .186 | クリベイ（函館記念） ソウリユウ（京王杯オータムハンデキャップ） |
| 1966年 | 47勝   | 231回  | .203 | ハクズイコウ（天皇賞・春、アメリカジョッキークラブカップ） コレヒデ（天皇賞・秋、有馬記念、東京新聞杯、アルゼンチンジョッキークラブカップ） グレートヨルカ（京王杯スプリングハンデキャップ） メジロマジョルカ（クイーンカップ） ミスハマノオー（読売カップ・春） |
| 1967年 | 39勝   | 185回  | .211 | ヤマピット（優駿牝馬） フイニイ（京都記念・秋、阪神大賞典） コレヒデ（ダイヤモンドステークス） マーチス（阪神3歳ステークス） |
| 1968年 | 33勝   | 206回  | .160 | マーチス（皐月賞、スプリングステークス、NHK杯） ミノル（朝日盃3歳ステークス） |
| 1969年 | 33勝   | 139回  | .237 | ハクエイホウ（日本短波賞、クモハタ記念） タケシバオー（東京新聞杯） ミノル（東京4歳ステークス） シャンデリー（4歳牝馬特別・東） フィニィ（ハリウッドターフクラブ賞）                                                                                             |
| 1970年 | 9勝    | 27回   | .333 | ミノル（京王杯スプリングハンデキャップ） |

### タイトル
- 最多勝利：3回（1959年 - 1961年） ※3回は歴代5位タイ[39]。JRAでは1987年より表彰
- 最高勝率：2回（1960年、1961年） ※JRAでは1987年より表彰
- 最多賞金獲得：3回（1959年 - 1961年） ※JRAでは1987年より表彰
- 騎手大賞：2回（1960年、1961年） ※2回は武豊・福永洋一・加賀武見に次ぐ歴代4位タイ、2年連続は武・福永に次ぐ歴代4位。JRAでは1987年より表彰

#### 表彰
- 騎手顕彰（2004年）

### 調教師成績

#### 通算成績
通算3485戦334勝

#### 主な管理馬
※括弧内は保田管理下における優勝重賞競走。太字は八大競走。
- メジロアサマ（1970年天皇賞・秋、安田記念、函館記念 1971年アルゼンチンジョッキークラブカップ、ハリウッドターフクラブ賞 1972年アメリカジョッキークラブカップ）
- アイアンハート（1974年カブトヤマ記念）
- トウショウボーイ（1976年皐月賞、有馬記念、神戸新聞杯、京都新聞杯 1977年宝塚記念、高松宮杯）
- シンボリヨーク（1984年東京新聞杯）
- トウショウドリーム（1987年東京障害特別・春、東京障害特別・秋）
- ユーワフォルテ（1990年新潟大賞典）

#### 受賞
- 調教技術賞（関東）（1974年）

## 賞詞
- スポーツ功労者 文部科学大臣顕彰（1991年度）
- 勲四等瑞宝章（1995年）
- 競馬の殿堂 顕彰（2004年）

## おもな厩舎所属者
※太字は門下生。括弧内は厩舎所属期間と所属中の職分。
- 池上昌弘（1970年-1988年 騎手）
- 黛幸弘（1977年-1995年 騎手）
- 保田一隆（1979年-1996年 調教助手）
- 蓑田早人（1988年-1990年 騎手）

## 親族
保田は1947年に松山吉三郎の従姉妹にあたる和子と結婚し、調教師となる一隆、ほか一女をもうけた。孫に声優、ナレーターの河合紗希子。自厩舎の所属騎手だった池上昌弘（のちJRA調教師）は甥。ほか吉三郎の子でJRA調教師の松山康久や、妹でバレエダンサー・指導者の松山樹子、池上の息子で調教助手の池上昌和らが縁戚者となる。